# 扎比内·贝克尔
扎比内·贝克尔（德語：Sabine Becker，1959年8月13日—），德国女子速度滑冰运动员。她曾代表东德参加1980年冬季奥林匹克运动会速度滑冰比赛，获得一枚银牌和一枚铜牌。